# Bad Wolf (productora)
Bad Wolf es una productora de televisión británica fundada por Julie Gardner y Jane Tranter en 2015, con sede en Cardiff , Gales. La compañía es responsable de las series de televisión The Night Of, Beddgelert , A Discovery of Witches , His Dark Materials y la próxima era de Doctor Who.

## Historia
La empresa fue fundada en 2015 por las exejecutivas de la BBC Julie Gardner y Jane Tranter después de dejar BBC Worldwide. Durante su tiempo en la BBC, trabajaron con Russell T Davies en el relanzamiento de Doctor Who en 2005, que se realizó en Gales. El nombre de la empresa es un homenaje a la historia "Bad Wolf" de la serie relanzada. En 2015, firmó un acuerdo de primera vista con HBO.
En 2017, la empresa abrió un nuevo estudio de cine y televisión en Cardiff, llamado Wolf Studios Wales.  Ese mismo año, la primera producción de Bad Wolf, The Night Of,  fue nominada a trece premios Emmy, de los cuales ganó cinco.  Más tarde ese año, también recibieron inversiones del conglomerado de medios europeo Sky Group y la cadena estadounidense HBO a cambio de participaciones minoritarias en la empresa.
El primer episodio de His Dark Materials de la compañía, que inició una adaptación de la serie de libros del mismo nombre, fue visto por aproximadamente siete millones de personas. Esto convirtió al estreno en el mayor debut de una nueva serie británica en más de cinco años.
En abril de 2020, Bad Wolf anunció que había comenzado a trabajar en I Hate Suzie , protagonizada por Billie Piper, a quien Gardner y el asociado de Tranter, Russell T Davies, habían elegido para el papel principal de Rose Tyler en Doctor Who.
El 24 de septiembre de 2021, BBC Studios anunció que Bad Wolf se convertiría en coproductor de Doctor Who a partir de 2023, luego de la partida programada del actual productor ejecutivo de la serie, Chris Chibnall, quien ocupó el cargo de 2017 a 2022. Davies regresará a su antiguo papel como showrunner, que había ocupado de 2005 a 2010, con Gardner regresando como productor ejecutivo y Tranter también.
En octubre de 2021, se anunció que Sony Pictures Television adquiriría la mayoría de las acciones de Bad Wolf, superando a Access Entertainment, Sky Group y HBO. El acuerdo trajo a un nuevo miembro, Natasha Hale, junto con una asociación a largo plazo para producir futuras producciones y mejorar la posición de Cardiff en la industria del entretenimiento.outmaneuvering Access Entertainment, Sky Group and HBO.
En noviembre de 2021, Bad Wolf creó una nueva subsidiaria llamada "Whoniverse1 Ltd". El sitio de fanes Doctor Who TV especuló que Bad Wolf y Russell T. Davies podrían producir un "Whoniverse" al estilo Marvel.

## Producciones

### Series de televisión
| Año           | Título                 | Creador(es)                             | Distribuidor(es)                                                                           |
| ------------- | ---------------------- | --------------------------------------- | ------------------------------------------------------------------------------------------ |
| 2016          | The Night Of           | Steven Zaillian Richard Price           | BBC Worldwide                                                                              |
| 2017          | Beddgelert             | Medeni Griffiths                        | BBC Worldwide                                                                              |
| 2018–2022     | A Discovery of Witches | Deborah Harkness                        | Sky Vision (temporada 1) NBCUniversal International Distribution (temporada 2/temporada 3) |
| 2019–presente | His Dark Materials     | Philip Pullman                          | BBC Studios (Reino Unido) HBO (Internacional)                                              |
| 2020–presente | Industry               | Konrad Kay Mickey Down                  | BBC Studios (Reino Unido) HBO (Internacional)                                              |
| 2020–presente | I Hate Suzie           | Lucy Prebble Billie Piper               | NBCUniversal International Distribution                                                    |
| 2023          | Doctor Who             | Sydney Newman C.E. Webber Donald Wilson | BBC Studios                                                                                |
| 2023          | The Winter King        | Kate Brooke Ed Whitmore                 | Sony Pictures Television                                                                   |
| TBA           | Coming Undone          | Terri White                             | Netflix                                                                                    |